# Tyrkiets geografi
Tyrkiet ligger i Anatolien og Sydøsteuropa (Tyrkiet vest for Bosporus regnes geografisk som en del af Europa, og Anatolien som en del af det sydvestlige Asien). Landet grænser til Sortehavet, mellem Bulgarien og Georgien, og til det Ægæiske Hav og Middelhavet, mellem Grækenland og Syrien. 
Tyrkiet strækker sig mere end 1600 kilometer fra vest til øst, men generelt mindre end 800 kilometer fra nord til syd. Det totale landområde er cirka 779.452 kvadratkilometer, hvoraf 755.688 kvadratkilometer er i Asien og 23.764 kvadratkilometer i Europa (Thrakien).
Anatolien er en stor, omtrent rektangulær halvø som ligger som en bro mellem Sydøsteuropa og Asien. Denne del af Tyrkiet består af 97% af landets areal. Det er også kendt som Lilleasien, asiatiske Tyrkiet eller Det anatolske plateau. Begrebet Anatolien er hyppigst brugt i konkrete referencer til de store, centrale plateau, som er omgivet af åser og bjerge som mange steder begrænser tilgangen til de frodige, tæt befolkede kystregioner.
Den europæiske del af Tyrkiet, kendt som Thrakien (tyrkisk: Trakya), omfatter 3% af det totale område, men er hjemsted for mere end 10% af den totale befolkning. Thrakien er adskilt fra den asiatiske del af Tyrkiet ved Bosporus (İstanbul Boğazı), Marmarahavet (Marmara Denizi) og Dardanellerne (Çanakkale Boğazı).

## Grænserne
Tyrkiet er omgivet af otte lande og seks forskellige havområder. Omringet af vand på tre sider og beskyttet af høje bjerge langs sin østlige grænse har landet generelt veldefinerede naturlige grænser. Grænserne mod nabolandene blev afgjort gennem forskellige traktater tidligt i det tyvende århundrede og har siden holdt sig stabile. 
Grænsen mod Grækenland blev bekræftet ved Lausanne-traktaten i 1923, som løste en vedvarende tvist om grænser og territorielle krav som omfattede områder i Thrakien, og gav åbning for en befolkningsudveksling. Aftalen gjorde at de fleste græske indbyggere i det vestlige Tyrkiet blev tvunget til at flytte tilbage til Grækenland, mens majoriteten af de tyrkisk-talende indbyggere i Thrakien som ikke var tvunget ud under Balkankrigene blev flyttet til Tyrkiet. 
Grænsen mod Bulgarien blev også bekræftet ved Lausanne-traktaten i 1923.
Siden 1991 har den mere end 500 kilometer lange grænse mod det tidligere Sovjetunionen, som blev defineret i Moskva-traktaten og Kars-traktaten i 1921, dannet Tyrkiets grænser mod de uafhængige lande Armenien, Aserbajdsjan og Georgien. Til trods for at Armenien tabte territorium som følge af aftalen, har Armenien efter sin selvstændighed, som en juridisk efterfølger til det armenske SSR, erklæret sin loyalitet til Kars-traktaten, og alle aftaler som den tidligere sovjetiske armenske regering indgik.
Grænsen mod Iran blev bekræftet af Kasr-i Sirin traktaten i 1638. 
Grænsen mod Irak blev bekræftet ved traktaten i Angora (Ankara) i 1926. Tyrkiets to naboer i syd, Irak og Syrien, havde været en del af det Osmanniske Rige frem til 1918. I henhold til bestemmelserne i Lausanne-traktaten, opgav Tyrkiet alle sine krav i disse to lande, som havde været organiseret som mandater i Folkeforbundet under Storbritanniens og Frankrigs styre. Tyrkiet og Storbritannien blev enige om grænsen i traktaten af Angora (Ankara). 
Tyrkiets grænse mod Syrien er ikke blevet anerkendt af Syrien. Som følge af Lausanne-traktaten blev den tidligere osmanniske provins Alexandretta (i dag Hatayprovinsen) afstået til Syrien. Men i juni 1939 dannede folket i Hatay en ny, selvstændig stat, og umiddelbart efter dette stemte parlamentet der for at forene den med Tyrkiet. Siden Syriens uafhængighed i 1946 har landet næret et langvarig sinde over tabet af provinsen og dens vigtigste byer Antiokia og Iskenderun (tidligere Antiokia og Alexandretta). Dette problem har fortsat været et irritationsmoment i syrisk-tyrkiske forbindelser.
Tyrkiet har tilsammen omkring 7.200 km kystlinje. Langs Sortehavet og Middelhavet er landets maritime krav på 12 sømil, langs det Ægæiske Hav strækker landets territorialfarvand sig, efter en aftale med det tidligere Sovjetunionen, kun 6 sømil ud fra kysten.